# Șișești
Șișești is een gemeente in het Roemeense District Maramureș. Șișești ligt in de regio Maramureș, in het noordwesten van Roemenië.